# Le Destin de Sarah
Le Destin de Sarah est une série de bande dessinée créée par Marc Hernu. Elle paraît de 1985 à 1991.

## Résumé
Sarah est une jeune fille blonde, orpheline, élevée par sa tante. Elle devient caissière dans un supermarché, habite un quartier sordide de Bruxelles, mais rêve d'un avenir meilleur.
Un photographe fait sa connaissance et la rend célèbre, mais elle est enlevée. Le jeune policier Jean-Jérôme enquête et se lance sur sa piste.

## Historique de la série
La série Le Destin de Sarah est écrite et dessinée par Marc Hernu. Elle paraît d'abord dans le périodique Circus à partir de 1985, puis elle est publiée par les éditions Glénat à partir de 1986, jusqu'en 1991 avec son quatrième et dernier album, La cité des fusains.

## Jugements sur la série
Henri Filippini estime que les personnages de ce mélodrame moderne sont « forts et crédibles », et que la série est traitée par Marc Hernu avec réalisme, d'un trait souple, bien évocateur des quartiers populaires comme des salons brillants.

## Albums
1. Dans la gueule du look, texte et dessin de Marc Hernu, Glénat, novembre 1986, 46 planches  (ISBN 2-7234-0681-4).
2. Le dernier shoot, texte et dessin de Marc Hernu, Glénat, avril 1988, 46 planches  (ISBN 2-7234-0932-5).
3. Le sourire de Sarah, texte et dessin de Marc Hernu, Glénat, août 1989, 46 planches  (ISBN 2-7234-1084-6).
4. La cité des fusains, texte et dessin de Marc Hernu, Glénat, février 1991, 46 planches  (ISBN 2-7234-1314-4).